# 岡本秀広
岡本 秀広（おかもと ひでひろ、生没年不詳）は、安土桃山時代の美作国の武将。通称は権之丞。

## 生涯

### 浦上家臣時代
備前国の戦国大名・浦上宗景の重臣である岡本氏秀の子と目されるが、現在のところ断定はできない。
文書での初出は元亀2年（1571年）9月4日の佐井田城の戦いで、この時に浦上軍の援軍として秀広が、宇喜多軍の援軍として伊賀久隆らが佐井田城主植木秀資と協力して戦い三村元親・荘元祐らを破った。この時、秀広は敵の首を挙げて宗景より「比類なき働き」と賞賛され、宗景と赤松満政の2人から感状を賜っている。
天正2年（1574年）4月から天正3年（1575年）9月までの天神山城の戦いでは浦上方であり、天正3年（1575年）の2月から3月にかけて岡本氏秀と共に秀広も三浦貞広家臣の牧清冬に山中幸盛の美作出兵が近いことを知らせ、激励していた。天神山城の戦いを宇喜多直家が制し、浦上氏が滅亡した後はこれに仕えた。

### 宇喜多家臣時代
天正6年（1578年）の上月城の戦いに参加し、6月21日の高倉山麓の戦いでは織田氏の家臣・羽柴秀吉の軍勢と戦い、多くの敵を討ち取った秀広の軍勢の働きは直家より賞賛された。宇喜多氏が毛利氏と手切れし織田氏に臣従した後は、天正8年（1580年）末頃に美作高田城の付近で牧左馬助と共に毛利軍と交戦し、鷲見源之丞を左馬助が討ち取った。
直家死後も跡を継いだ宇喜多秀家に仕え、文禄元年（1592年）からの豊臣氏による文禄の役では、宇喜多軍の一員として朝鮮へ渡航。文禄2年（1593年）6月の第二次晋州城攻防戦では晋州牧使徐礼元の首を取るという大功を挙げ、豊臣秀吉より先の晋州城攻防戦で日本軍を苦しめたとされる「もくそ官」の首を取った事を絶賛され、その首は塩漬けにされて京まで送られそこでさらし首となった。
慶長5年（1600年）の関ヶ原の戦いで宇喜多秀家が改易されると浪人となった。秀家統治時代末期に作成された『浮田家分限帳』によれば秀広の役職は岡山城本丸御番3,265石でその内1,700石が慶長4年（1599年）の加増分だったという。

### 岡本氏その後
関ヶ原の戦い後、福岡藩黒田氏の家臣に「岡本権之丞」が新参として1,500石の知行を得ているがおそらく同一人物であると思われる。
秀広の子孫は代々「岡本権之丞」を名乗って福岡藩の武芸指南役となり、明治時代には安部磯雄（社会民衆党党首、日本社会党顧問）を輩出した。